# Dipoena leveillei
Espèce
Synonymes
- Lasaeola leveillei Simon, 1885

Dipoena leveillei est une espèce d'araignées aranéomorphes de la famille des Theridiidae.

## Distribution
Cette espèce se rencontre en Tunisie et en Algérie.

## Publication originale
- Simon, 1885 : Études sur les Arachnides recueillis en Tunisie en 1883 et 1884 par MM. A. Letourneux, M. Sédillot et Valéry Mayet, membres de la mission de l'Exploration scientifique de la Tunisie. Exploration scientifique de la Tunisie. Paris, p. 1-55.